# Arboretum de Pézanin

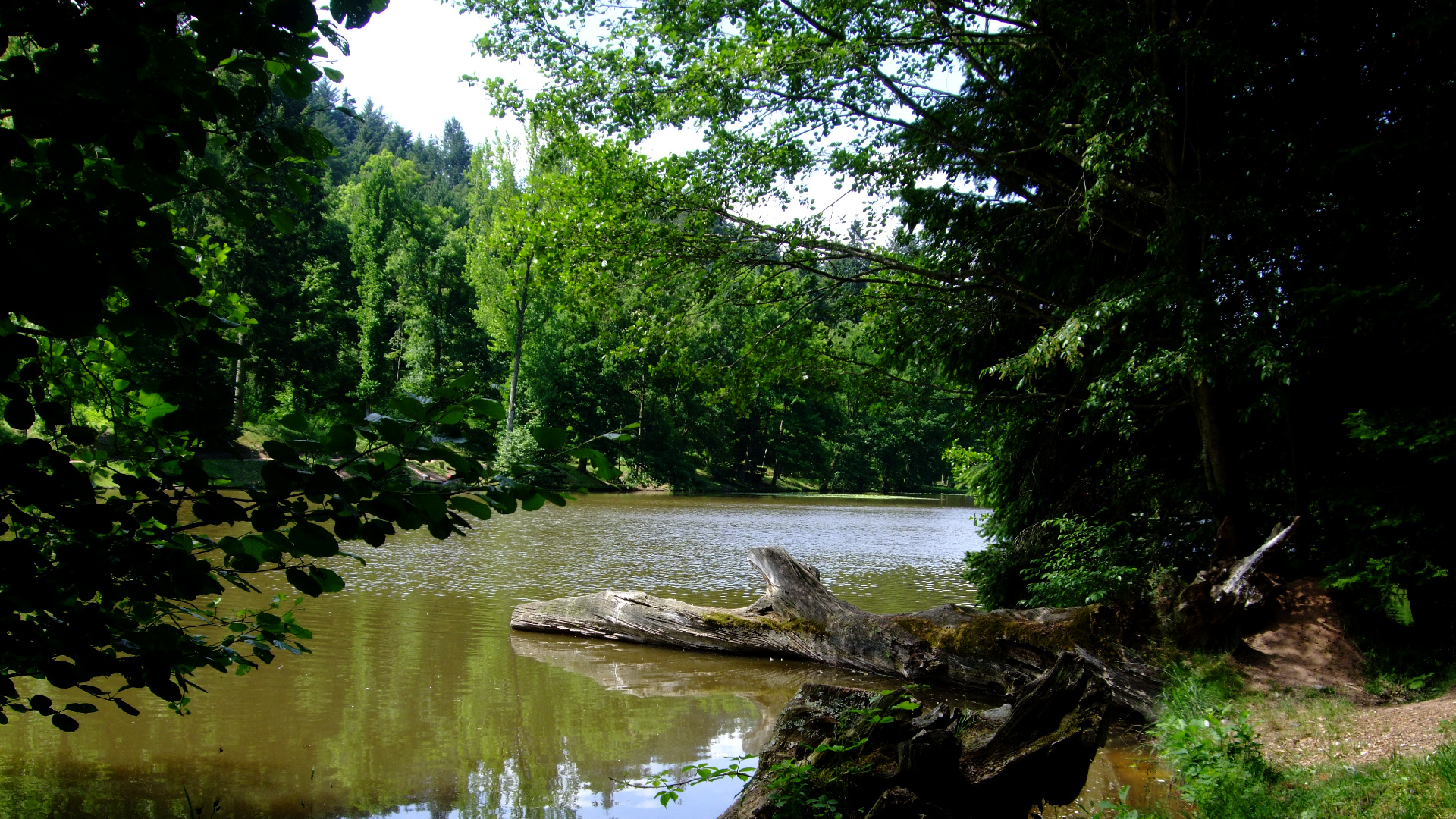
See und Arboretum de Pézanin

Das Arboretum de Pézanin ist ein Arboretum auf dem Gebiet der französischen Gemeinde Dompierre-les-Ormes. Es liegt in der Region Burgund zwischen Charolles und Cluny. Jedes Jahr besuchen 25.000 Menschen das Arboretum, das damit zu den meistbesuchten Orten in Burgund zählt.

## Bestand und geschichtlicher Überblick
Das Arboretum erstreckt sich über 27 Hektar um einen in der Mitte befindlichen See von 4 Hektar Größe. Der Baumbestand umfasst rund 450 Arten und Unterarten.
2004 und 2005 wurden auf einer Fläche von 4 Hektar 17 thematische Sammlungen angelegt: Es entstanden unter anderem ein burgundischer, ein kanadischer und ein asiatischer Wald, Sammlungen von Nadelhölzern, Walnussgewächsen, Rhododendron, Ginkgos, Ulmen, Eichen und Ahorn, aber auch von mediterranen Arten und Arten aus halbtrockenen Gebieten, sowie eine Märchenlichtung.
Das Arboretum wurde im Jahr 1903 von dem Botaniker Philippe Lévêque Vilmorin (1872–1917) auf dem Gelände des Schlosses Audour gegründet. Nachdem das Arboretum nach 1923 praktisch aufgegeben worden war, wurde es 1935 vom Staat übernommen.
Drei markierte Rundwege erschließen das Arboretum der allgemeinen Öffentlichkeit.

## Galerie Européenne de la Forêt et du Bois

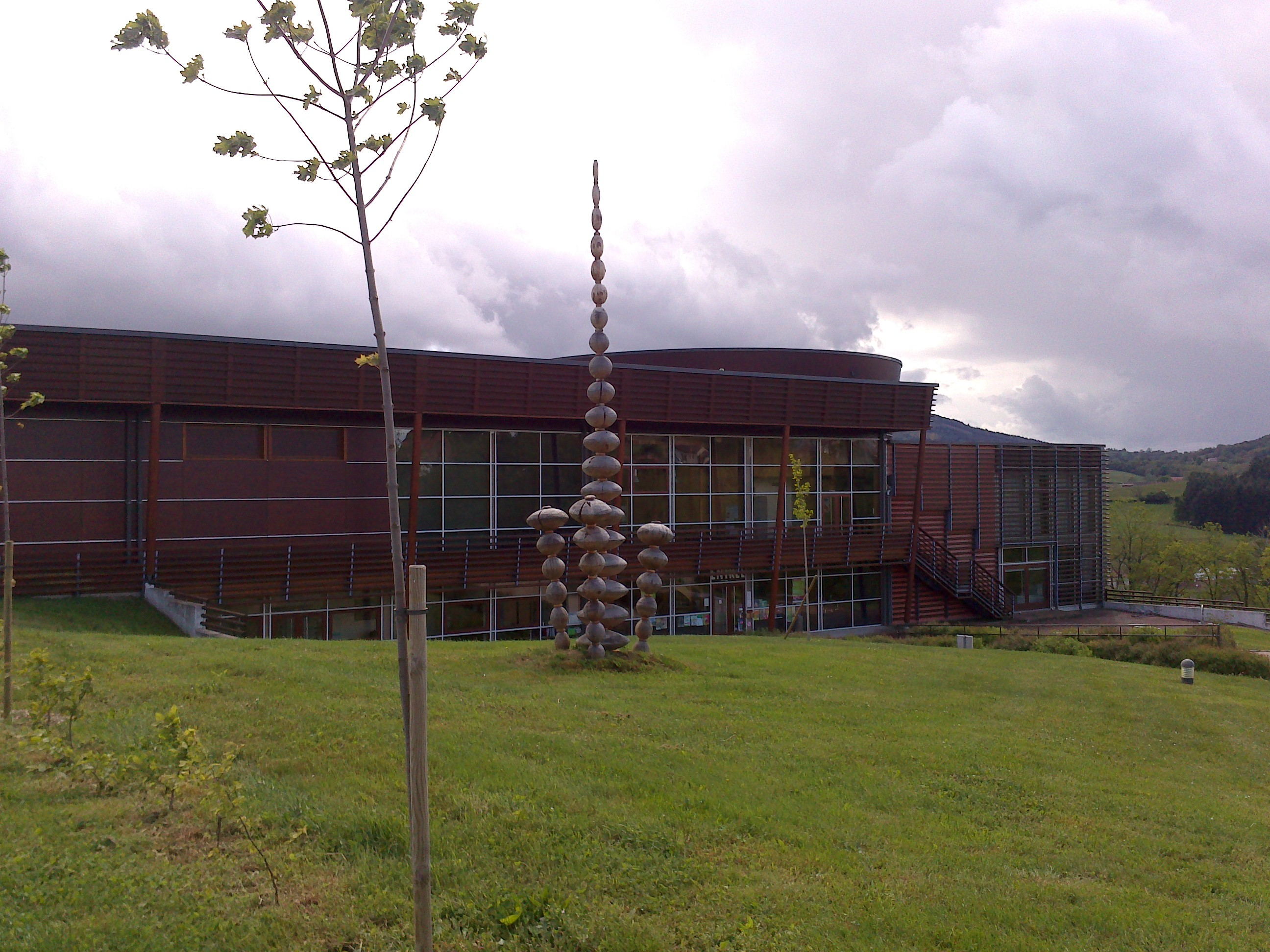
Die Galerie européenne

An das Arboretum grenzt die Galerie Européenne de la Forêt et du Bois (,Europäische Galerie Wald und Holz‘), eine den Themen Holz und Nachhaltigkeit gewidmete Ausstellung, die seit ihrer Eröffnung über 150.000 Besucher hatte.